# Catedral de Nuestra Señora del Carmen (Malang)
La Catedral de Nuestra Señora del Carmen o simplemente Catedral de Malang (en indonesio: Katedral Santa Maria Bunda Karmel) es el nombre que recibe un edificio religioso que está afiliado a la Iglesia católica y se encuentra ubicado en Malang, Java Oriental, en el país asiático de Indonesia.
El templo sigue el rito romano o latino y es la sede e iglesia principal de la diócesis de Malang (Dioecesis Malangensis o bien Keuskupan Malang) que fue elevada a su actual estatus en 1961 mediante la bula "Quod Christus" del papa Juan XXIII.
La catedral fue construida en 1934 en estilo neogótico por el arquitecto L. Estourgie, y es un ejemplo del patrimonio arquitectónico colonial de los Países Bajos en la ciudad. Originalmente fue llamada en honor de Santa Teresa, pero fue renombrada en 1961.
Esta bajo la responsabilidad pastoral del obispo Henricus Pidyarto Gunawan.